# Kees Stokvis
Cornelis (Kees) Stokvis (Hoorn, 3 juli 1914 – Laren, 27 oktober 1984) was een Nederlands pianist en in mindere mate ook componist.
Hij was zoon van Cornelia Woestenburg en Eduard Gerardus Stokvis. Hijzelf trouwde in 1941 met de Hilversumse Albertine Constantia (Ties) Arriëns (1912-1995). Het echtpaar leerde elkaar kennen bij hun gezamenlijke leraar Cornelius Berkhout. Ties was een zuster van Kate ter Horst (-Arriëns).
Hij kwam rond 1935 naar Amsterdam. Al eerder volgde hij in Amsterdam aan het Muzieklyceum Amsterdam pianolessen bij Cornelius Berkhout, Jaap Spaanderman, directie bij Anthon van der Horst. Hij gaf in die jaren regelmatig uitvoeringen in het kader van leerlingenavonden. Later vormde hij een pianoduo met zijn (aanstaande) echtgenote. Het duo gaf niet alleen recitals maar ook speelden ook soloconcerten waarbij twee solisten nodig waren, zoals in 1947 bij een concert met het Groninger Orkest Vereeniging onder leiding van Jan van Epenhuysen. Marius Flothuis droeg zijn Divertimento op een thema van Kees Stokvis voor twee piano’s opus 28 aan het echtpaar op.
In later jaren kwam de nadruk te liggen op lesgeven. Hij keerde daarmee in eerste instantie terug naar de eerder genoemde Muzieklyceum, vanaf 1952 ook aan het Gooise Muzieklyceum, waarvan hij in 1960 onderdirecteur werd. 
Op compositorisch gebied schreef hij muziek bij enkele balletten.
Stokvis overleed in Juliana-Oord. Zijn door zijn familie opgesteld vermeldt:
Zijn leven was muziek, pianospel. De slotaccoorden dissonant
Hij werd gecremeerd op Westgaarde.